# Liste der Einträge im National Register of Historic Places im Dakota County (Nebraska)

Lage des Dakota County in Nebraska

Die Liste der Einträge im National Register of Historic Places im Dakota County in Nebraska führt die Bauwerke und historischen Stätten im Dakota County auf, die in das National Register of Historic Places aufgenommen wurden.

## Aktuelle Einträge
| [ 2 ] | Name                     | Bild                     | Eintragsdatum        | Lage                                                        | Ort                   | Beschreibung                                                                                           |
| ----- | ------------------------ | ------------------------ | -------------------- | ----------------------------------------------------------- | --------------------- | --- |
| 1     | Ben Bonderson Farm       | Ben Bonderson Farm       | 2006 ID-Nr. 06000993 | 1541 270th Street 42° 16′ 45″ N, 96° 38′ 30″ W              | Emerson               | 1883 angelegte Farm                                                                                    |
| 2     | Emmanuel Lutheran Church | Emmanuel Lutheran Church | 1969 ID-Nr. 69000129 | 1500 Hickory Street 42° 24′ 45,1″ N, 96° 25′ 3,7″ W         | Dakota City           | 1860 errichtete lutherische Kirche, die zwischenzeitlich auch als Gerichtsgebäude diente; heute Museum |
| 3     | Homer Site               | Homer Site               | 1973 ID-Nr. 73001058 | US 77 42° 19′ 44″ N, 96° 28′ 48″ W                          | nordöstlich von Homer | Stelle, an der sich 1775 bis 1845 mit Ton-won-tonga der Hauptort der Omaha-Indianer befand             |
| 4     | Meisch House             | Meisch House             | 1986 ID-Nr. 86000387 | 213 17th Street 42° 28′ 25,9″ N, 96° 24′ 54,3″ W            | South Sioux City      | 1888 errichtetes Wohnhaus                                                                              |
| 5     | Cornelius O'Connor House | Cornelius O'Connor House | 1977 ID-Nr. 77000826 | F Avenue Ecke Blyburg Road 42° 18′ 40,4″ N, 96° 27′ 45,3″ W | Homer                 | 1875 im Italianate-Stil errichtetes Wohnhaus; heute Museum                                             |